# Stazione di Limone Piemonte
La stazione di Limone Piemonte è  una stazione ferroviaria, a servizio dell'omonimo comune. Funge da stazione internazionale in quanto posta al confine con la Francia e fino all'ingresso dell'Italia nell'area Schengen era dotata di un distaccamento della polizia di frontiera.
La gestione degli impianti è affidata a Rete Ferroviaria Italiana. La stazione è frequentata sia da pendolari (anche frontalieri) sia da turisti visto il forte afflusso turistico del paese. A Limone termina l'elettrificazione della linea.

## Strutture e impianti
La stazione dispone di quattro binari tutti passanti. 
I binari 1, 2 e 3 sono adibiti al servizio viaggiatori; il 4º è un binario di scalo dove oggi è ancora presente il piano caricatore, usato come ricovero per i carri non utilizzati o in attesa di entrare in servizio. La stazione si trova su una linea a binario unico; il 2º binario è di corsa mentre il 1º e il 3º sono di precedenza/incrocio.

## Servizi
La stazione dispone di:
- Capolinea autolinee
- Servizi igienici
- Sala di attesa